# جیجی ماروین
جیجی ماروین (انگلیسی: Gigi Marvin؛ زادهٔ ۷ مارس ۱۹۸۷) بازیکن هاکی روی یخ اهل ایالات متحده آمریکا است.